# Глигорије Анђелковић
Глигорије Анђелковић је био учитељ „словенске школе“ у Карловцима и издавач.
Анђелковић је 1785. године издао у Бечу састав Алексије Везилића „Краткоје сочиненије о приватних и публичних дјелах в ползу славеносрпскија јуности“. Дјело је имало да послужи као упутство за писмене саставе на српском и њемачком језику. Имало је 351 страну у осмини, и већ је 1792. године доживјело друго издање.